# Deutscher Quiz-Verein
Der Deutsche Quiz-Verein e. V. ist ein im Juni 2011 gegründeter eingetragener Verein mit Sitz in Berlin, der sich für die Förderung des Quizzens als Wettkampfsportart in Deutschland einsetzt und bundesweit Quiz-Wettbewerbe organisiert.

## Vorgeschichte und Gründung
Das organisierte Wettkampfquizzen nahm in Deutschland in der zweiten Hälfte der 2000er Jahre seinen Anfang. An der Quizweltmeisterschaft, die seit 2004 jährlich dezentral in zahlreichen Ländern der Welt organisiert wird, nahmen 2006 erstmals zwei Spieler, darunter Manuel Hobiger, von Deutschland aus teil. Beide reisten im selben Jahr auch zur Quizeuropameisterschaft ins französische Lésigny. Seit 2009 war bei jeder Quizeuropameisterschaft eine vierköpfige deutsche Nationalmannschaft vertreten.
Der Deutsche Quiz-Verein gründete sich am 4. Juni 2011 in der Kneipe „Dicker Wirt“ in Berlin-Charlottenburg. Gründungsvorsitzender war Sebastian Klussmann. Er bekleidete das Amt bis 2023 und wurde anschließend zum Ehrenvorsitzenden gewählt.

## Zielsetzung, Zweck des Vereins
Das Hauptziel des Vereins ist die Wissensvermittlung im Rahmen von Quiz-Spielen, die bundesweit ausgetragen werden, ein weiteres die Förderung des Quizzens als Wettkampfsport in Deutschland. Zudem wird mit internationalen Quizverbänden kooperiert.
Als zusätzliche Zielsetzung wird die jährliche Durchführung der Quiz-Weltmeisterschaft auf deutschem Boden genannt, die von der International Quizzing Association dezentral organisiert wird; für die Umsetzung in Deutschland ist der Deutsche Quiz-Verein als lokaler Partner verantwortlich.
Des Weiteren wird vom Verein die deutsche Nationalmannschaft im Quizzen gestellt, die jährlich im November an den Internationalen Quizmeisterschaften (ehemals Quiz-Europameisterschaft) teilnimmt.

## Standorte
| Aachen |

| Bad Oldesloe |

| Bamberg |

| Berlin 1 |

| Bielefeld |

| Bonn |

| Braunschweig |

| Bremen |

| Chemnitz |

| Coburg |

| Dillingen/Saar |

| Dortmund |

| Dresden |

| Duisburg |

| Düsseldorf |

| Eberswalde |

| Essen |

| Frankfurt |

| Freiburg |

| Fulda |

| Gießen |

| Greifswald |

| Halle |

| Hamburg 2 |

| Hannover 3 |

| Hof |

| Ingolstadt |

| Jena |

| Karlsruhe |

| Kassel |

| Kiel |

| Köln |

| Langenau |

| Leipzig |

| Lörrach |

| Mannheim |

| Marburg |

| München |

| Münster |

| Neuwied |

| Nürnberg |

| Osnabrück |

| Potsdam |

| Rostock |

| Straubing |

| Stuttgart |

| Viechtach |

| Wiesbaden |

| Würzburg |

| Aachen |

| Bad Oldesloe |

| Bamberg |

| Berlin 1 |

| Bielefeld |

| Bonn |

| Braunschweig |

| Bremen |

| Chemnitz |

| Coburg |

| Dillingen/Saar |

| Dortmund |

| Dresden |

| Duisburg |

| Düsseldorf |

| Eberswalde |

| Essen |

| Frankfurt |

| Freiburg |

| Fulda |

| Gießen |

| Greifswald |

| Halle |

| Hamburg 2 |

| Hannover 3 |

| Hof |

| Ingolstadt |

| Jena |

| Karlsruhe |

| Kassel |

| Kiel |

| Köln |

| Langenau |

| Leipzig |

| Lörrach |

| Mannheim |

| Marburg |

| München |

| Münster |

| Neuwied |

| Nürnberg |

| Osnabrück |

| Potsdam |

| Rostock |

| Straubing |

| Stuttgart |

| Viechtach |

| Wiesbaden |

| Würzburg |

| Graz |

| Innsbruck |

| Graz |

| Innsbruck |

## Wettbewerbe
Überregional bedeutend ist der Verein durch die regelmäßige Organisation bundesweiter Quizwettbewerbe. Der Verein richtet jährlich die Deutsche Quizmeisterschaft aus, bei der eine Einzel-, eine Doppel-, eine Buzzer- und seit 2019 eine Teammeisterschaft ausgespielt werden. Bis einschließlich 2018 fand die Deutsche Meisterschaft gemeinsam mit dem deutschen Ableger der Quizweltmeisterschaft im Juni statt, seitdem von dieser getrennt im Februar.
Seit 2013 veranstaltet der Verein monatlich, außer im Juni und November, den Deutschland-Cup, an mittlerweile mehr als 40 Standorten im In- und Ausland. Die Ergebnisse der jeweiligen Spielorte fließen in eine bundesweite Gesamtwertung ein, aus der sich am Jahresende ein Gesamtsieger ergibt. Zusätzlich werden an diesen Terminen mit dem Städtecup und dem Spezialcup weitere Quizwettbewerbe ausgespielt.
Bereits seit 2011 führt der Verein jeweils im November regionale Quizmeisterschaften durch, bei denen jeweils der beste Quizspieler einer Region bzw. eines Bundeslandes ermittelt wird.
Infolge der Covid-19-Pandemie und den damit verbundenen Kontaktbeschränkungen wurde 2020 die DQV-Online-Liga geschaffen. Diese wird im Schweizer System ausgetragen. An den Spieltagen treten die vierköpfigen Teams in Direktduellen via Videokonferenz gegeneinander an.
| Jahr | Deutsche Quizmeisterschaft (Einzel) | Deutsche Quizmeisterschaft (Doppel)    | Deutsche Quizmeisterschaft (Team)                                                          | Deutsche Buzzermeisterschaft | Quiz-Weltmeisterschaft    | Deutschland-Cup     |
| ---- | ----------------------------------- | -------------------------------------- | ------------------------------------------------------------------------------------------ | ---------------------------- | ------------------------- | ------------------- |
| 2012 | Sebastian Jacoby                    | –                                      | –                                                                                          | –                            | Holger Waldenberger       | –                   |
| 2013 | Manuel Hobiger                      | Sebastian Jacoby / Sebastian Klussmann | –                                                                                          | Sebastian Jacoby             | Holger Waldenberger (24)  | Manuel Hobiger      |
| 2014 | Sebastian Jacoby                    | Carsten Happe / Klaus Otto Nagorsnik   | –                                                                                          | Manuel Hobiger               | Sebastian Klussmann (87)  | Thorsten Zirkel     |
| 2015 | Pascal Bothe                        | Frank Schaumann / Holger Waldenberger  | –                                                                                          | Manuel Hobiger               | Holger Waldenberger (5)   | Sebastian Klussmann |
| 2016 | Thorsten Zirkel                     | Frank Schaumann / Holger Waldenberger  | –                                                                                          | Sebastian Jacoby             | Holger Waldenberger (13)  | Holger Waldenberger |
| 2017 | Holger Waldenberger                 | Sebastian Jacoby / Sebastian Klussmann | –                                                                                          | Sebastian Jacoby             | Holger Waldenberger (12)  | Holger Waldenberger |
| 2018 | Holger Waldenberger                 | Dirk Vielhuber / René Waßmer           | –                                                                                          | René Waßmer                  | Holger Waldenberger (22)  | Holger Waldenberger |
| 2019 | René Waßmer                         | Markus Solty / Holger Waldenberger     | Team „R2S2“ Sebastian Jacoby / Sebastian Klussmann / Roland Knauff / René Waßmer           | René Waßmer                  | Holger Waldenberger (36)  | Holger Waldenberger |
| 2020 | Holger Waldenberger                 | Sebastian Jacoby / Sebastian Klussmann | Team „R2S2“ Sebastian Jacoby / Sebastian Klussmann / Roland Knauff / René Waßmer           | Holger Waldenberger          | Martin Ehrl (136)         | –                   |
| 2021 | Holger Waldenberger                 | Christoph Paninka / Martin Ehrl        | Team „R2S2“ Sebastian Jacoby / Sebastian Klussmann / Roland Knauff / René Waßmer           | Thorsten Zirkel              | Martin Ehrl (171)         | –                   |
| 2022 | René Waßmer                         | Sebastian Jacoby / Sebastian Klussmann | Team „R2S2“ Sebastian Jacoby / Sebastian Klussmann / Roland Knauff / René Waßmer           | Sebastian Jacoby             | Sebastian Klussmann (93)  | Martin Ehrl         |
| 2023 | René Waßmer                         | Dirk Vielhuber / René Waßmer           | Team „R2S2“ Sebastian Jacoby / Sebastian Klussmann / Roland Knauff / René Waßmer           | Steffen Löwe                 | Sebastian Klussmann (77)  | René Waßmer         |
| 2024 | Sebastian Jacoby                    | Sebastian Jacoby / Sebastian Klussmann | Team „Quiz van der Rohe“ Manuel Hobiger / Thorsten Zirkel / Guido Marquardt / Stefan Georg | Steffen Löwe                 | Sebastian Klussmann (110) | René Waßmer         |
| 2025 | Roland Knauff                       | Christoph Paninka / Martin Ehrl        | Team „R2S2“ Sebastian Jacoby / Sebastian Klussmann / Roland Knauff / René Waßmer           | René Waßmer                  | Sebastian Klussmann (86)  |                     |

1. ↑  Bester Teilnehmer in Deutschland; in Klammern ist die Platzierung in der weltweiten Wertung angegeben.
2. ↑  Sieger der Jahresgesamtwertung. 2020 und 2021 gab es aufgrund der COVID-19-Pandemie keine Jahreswertung.
3. 1 2  Wegen der COVID-19-Pandemie wurde die Quizweltmeisterschaft teilweise als Onlineturnier ausgetragen. Der DQV lehnte diesen Modus als zu manipulationsanfällig ab. Es nahmen daher nur vereinzelte deutsche Quizzer teil.

Hobiger, Jacoby, Klussmann, Nagorsnik und Waldenberger sind oder waren als „Jäger“ in der ARD-Quizshow Gefragt – Gejagt zu sehen. Zirkel wirkt als Quiz-Experte in der ARD-Show Quizduell-Olymp mit.